# Пуцинеј (Долж)
Пуцинеј (рум. Puținei) насеље је у Румунији у округу Долж у општини Талпаш. Oпштина се налази на надморској висини од 202 m.

## Становништво
Према подацима из 2002. године у насељу је живело 88 становника, од којих су сви румунске националности.